# Премия Геффена
Премия Геффена — ежегодная литературная награда Израиля. Основана в 1999 году. Присуждается Израильским обществом научной фантастики и фэнтези и вручается на фестивале ICon, ежегодном съезде научной фантастики и фэнтези. Названа в честь редактора и переводчика Амоса Геффена, одного из основателей Израильского общества научной фантастики и фэнтези.

## Номинации
Премия присуждается в шести номинациях:
- Лучший оригинальный научно-фантастический или фантастический роман (с 2003 года)
- Лучший оригинальный научно-фантастический или фантастический рассказ (с 2002 года)
- Лучший переведенный научно-фантастический роман
- Лучший переведенный фантастический роман
- Лучшая переведенная книга для детей или молодежи (с 2008 года).
- Лучший перевод научно-фантастического или фэнтезийного романа (с 2008 года, в сотрудничестве с Израильской ассоциацией переводчиков).

## Список победителей по годам

### 2021
- Лучший оригинальный научно-фантастический или фантастический роман: «Мир под ковром», Ли Эврон
- Лучший оригинальный научно-фантастический или фантастический рассказ: «Открыть» (или «Свет в замочной скважине»), Хила Беньовиц-Хоффман
- Лучший переведенный научно-фантастический роман: «Баллада о певчих птицах и змеях», Сюзанна Коллинз
- Лучший переведенный фантастический роман: «Десять тысяч дверей января», Аликс Э. Харроу
- Лучшая переведенная книга для детей или молодежи: «Дети крови и костей», Томи Адейеми

### 2020
- Лучший оригинальный научно-фантастический или фантастический роман: «Утоли дракона», Маша Цур Глузман
- Лучший оригинальный научно-фантастический или фантастический рассказ: пиво «Голубой айсберг», Ротем Барухин
- Лучший переведенный научно-фантастический роман: Не присуждается
- Лучший переведенный фантастический роман: «Вращающееся серебро», Наоми Новик
- Лучшая переведенная книга для детей и молодежи: «Песня кукушки», Фрэнсис Хардиндж

### 2019
- Лучший оригинальный научно-фантастический или фантастический роман: «Сердце круга», Керен Ландсман
- Лучший оригинальный научно-фантастический или фантастический рассказ: «Связанный с драконом», Ротем Барухин
- Лучший переведенный научно-фантастический роман: «Артемида» Энди Вейера, переводчик ?
- Лучший переведенный фантастический роман: «Сплав закона»
- Лучшая переведенная книга для детей или молодежи: «Корабль мертвых»

### 2017
- Лучший оригинальный научно-фантастический или фантастический роман: «Непобедимый», Йоав Блюм
- Лучший оригинальный научно-фантастический или фантастический рассказ: «Потерянное и найденное», Ротем Барухин
- Лучший переведенный научно-фантастический роман: «Земля в огне» и «Земля пробуждается», переводчик Боаз Вайс
- Лучший переведенный роман в жанре фэнтези: «Гарри Поттер и Проклятое дитя», переводчик Гил Бар-Хиллель
- Лучшая переведенная книга для детей или молодежи: «Скрытый оракул», переводчик Яэль Ахмон

### 2016
- Лучший перевод научно-фантастического романа: «Краснорубашечники», Джон Скальци, переводчик Зафрир Гросман, Opus Press
- Лучший переведенный фантастический роман: «Убийца дурака», Робин Хобб, переводчик Цафрир Гросман, Opus Press
- Лучшая переведенная книга: «Кровь Олимпа», Рик Риордан, перевод Яэль Ахмон, издательство «Графф Паблишинг»
- Лучший оригинальный научно-фантастический или фантастический рассказ: «Реквием по Мэтью», Авиал Тохтерман
- Лучший оригинальный научно-фантастический или фантастический роман: «Озеро теней», Рони Гелбфиш, «Золотая рыбка»

### 2015
- Лучший переведенный научно-фантастический роман: «Марсианин», Энди Вейр, перевод Диди Ханох, издательство «Кресло»
- Лучший переведенный фантастический роман: «Океан в конце переулка», Нил Гейман, перевод Диди Ханох, издательство «Кресло»
- Лучшая переведенная книга: «Озма из страны Оз» и «Дороти и Волшебник из страны Оз» Фрэнка Баума, переводчик Гили Бар-Хиллель Семо, Utz Books
- Лучший оригинальный научно-фантастический или фантастический рассказ: «Пять четыре три Два один», «Пять четыре три два Один»
- Лучший оригинальный научно-фантастический или фантастический роман: «Разорванные небеса», Керен Ландсман, издательство Sial Publishing

### 2014
- Лучший переведенный научно-фантастический роман: «Алфавит дьявола», Дэрил Грегори, переводчик Диди Ханох, издательство «Графф Паблишинг»
- Лучший перевод фантастического романа: «Держи марку!», Терри Пратчетт, переводчик Веред Тохтерман, Opus press
- Лучшая переведенная книга: «Изумительный Морис и его учёные грызуны», Терри Пратчетт, переводчик Йонатан Бар, издательство Sial
- Лучший оригинальный научно-фантастический или фантастический рассказ: «Виски в банке», Ротем Барухин, опубликованный в «Однажды в будущем»
- Лучший оригинальный научно-фантастический или фантастический роман: «Каждая история — это внезапная кошка», издательство Габриэллы Авигур Ротем Кинерет Змора Битан

### 2013
- Лучший перевод научно-фантастического романа: «Башня из стекла», Роберт Сильверберг, перевод Омера Кабира, издательство «Моби Дик Паблишинг»
- Лучший переведенный фантастический роман: «Танец с драконами», Джордж Р. Р. Мартин, переводчик Цафрир Гроссман, издательство Opus publishing
- Лучшая переведенная книга: «Сойка-пересмешница», Сюзанна Коллинз, переводчик Яэль Ахмон, издательство Kinneret Zmora Bitan Publishing
- Лучший оригинальный научно-фантастический или фантастический рассказ: «Капучино To Go», Ротем Барухин, опубликованный в «Однажды в будущем", том 4
- Лучший оригинальный научно-фантастический или фантастический роман: «Демоны на улице Агрипас", издательство «Хагай Даган Кинерет Змора Битан Паблишинг»

### 2012
- Лучший переведенный научно-фантастический роман: «И вспыхнет пламя», Сюзанна Коллинз, переводчик Яэль Ахмон, издательство «Кинерет Паблишинг»
- Лучший переведенный фантастический роман: «Сын Нептуна» Рика Риордана, переводчик Яэль Ахмон, издательство «Графф Паблишинг»
- Лучший оригинальный научно-фантастический или фантастический рассказ (совместная победа): «А потом была зима», Хадас Мисгав, опубликованный в интернет-журнале Don’t Panic! и «Одна, в темноте» Керен Ландсман, опубликованный как часть онлайн-антологии «Мир Сьюзен», веб-сайт Meorot convention
- Лучший оригинальный научно-фантастический или фантастический роман «Что, если» («Сказал Герцль»), Йоав Авни, Zmora-Bitan Publishing

### 2011
- Лучший переведенный научно-фантастический роман: «Голодные игры», Сюзанна Коллинз, переводчик Яэль Ахмон, издательство «Кинерет Паблишинг»
- Лучший переведенный фантастический роман: «Я надену полночь», Терри Пратчетт, перевод Йонатана Бара, издательство «Кидмат Эден Паблишинг»
- Лучший оригинальный научно-фантастический рассказ: «Горгона Гейзенберга», Керен Ландсман, опубликованный в онлайн-журнале Don’t Panic!
- Лучший оригинальный научно-фантастический роман: «Месопотамия» «Молчание звезд», Йехуда Исраэли и Дор Раве, «Ам-Овед Паблишинг»

### 2010
- Лучший переведенный научно-фантастический роман: Сборник рассказов Айзека Азимова — Том. 1, Айзек Азимов, перевод Рами Шалхевета, издательство «Моби Дик Паблишинг»
- Лучший переведенный фантастический роман: «Нация», Терри Пратчетт, перевод Йонатана Бара, издательство «Кидмат Эден Паблишинг»
- Лучший оригинальный научно-фантастический рассказ: «Доктор Ватсон и мистер Холмс, или Проклятие Пеннингтонов», Веред Тохтерман, опубликованный в сборнике «Однажды в будущем», том 1
- Лучший оригинальный научно-фантастический роман: "Быть» (пятый роман Чонга Леви), Йоав Авни, Кинерет Змора, издательство «Битан»

### 2009
- Лучший переведенный научно-фантастический роман: «Этот бессмертный», Роджер Желязны, перевод Раз Гринберга, издательство «Моби Дик Паблишинг»
- Лучший перевод романа в жанре фэнтези: «Небесная шапка», Терри Пратчетта, переводчик Йонатан Бар, издательство «Кидмат Эден Паблишинг»
- Лучший оригинальный научно-фантастический рассказ: «Планета Феникса», Яэль Михаэли, опубликованный в онлайн-журнале Don’t Panic!
- Лучший оригинальный научно-фантастический роман: «Гидромания», издательство «Асаф Гаврон Кетер Паблишинг»

### 2008
- Лучший переведенный научно-фантастический роман: «Я — легенда», Ричард Мэтисон, переводчик Яэль Инбар, издательство «Яншуф Паблишинг»
- Лучший переведенный фантастический роман: «Маленькие свободные люди», Терри Пратчетт, переводчик Йонатан Бар, издательство Kidmat Eden
- Лучшая переведенная или детская научно-фантастическая книга: «Гарри Поттер и Дары смерти», Джоан Роулинг, переводчик: Гили Бар-Хиллель Семо, издательство «Едиот Букс»
- Лучший оригинальный научно-фантастический рассказ: «Где теряются книги», Лили Дайе, опубликованный в онлайн-журнале Don’t Panic!
- Лучший оригинальный научно-фантастический роман: «Вода между мирами», Хагар Янай, издательство Keter Publishing
- Лучший перевод научно-фантастической книги: Гили Бар-Хиллел Семо за перевод книги Джоан Роулинг «Гарри Поттер и дары смерти», издательство «Едиот Букс»

### 2007
- Лучший перевод научно-фантастического романа: «Война стариков», Джон Скальци, перевод Раза Гринберга, издательство «Яншуф Паблишинг»
- Лучший перевод романа в жанре фэнтези: «Джонатан Стрэндж и мистер Норрелл», Сюзанна Кларк, перевод Веред Тохтерман, издательство «Яншуф Паблишинг»
- Лучший оригинальный научно-фантастический рассказ: «В зеркале», Ротем Барухин, журнал «Десятое измерение», выпуск 29
- Лучший оригинальный роман: «Вавилонский кит», издательство «Хагар Янай Кетер Паблишинг»

### 2006
- Лучший перевод научно-фантастического романа: «Спин», Роберт Чарльз Уилсон, перевод Диди Ханох, издательство «Графф Паблишинг»
- Лучший переведенный фантастический роман: «Мальчики Ананси», Нил Гейман, переводчик Веред Тохтерман, Opus Press
- Лучший оригинальный научно-фантастический рассказ: «К востоку от Эдема», Хагай Авербух, онлайн-журнал Израильского общества научной фантастики и фэнтези

### 2005
- Лучший переведенный научно-фантастический роман «Конец детства», Артур Кларк, перевод Диди Ханох, издательство «Яншуф Паблишинг»
- Лучший переведенный фантастический роман «Трансформация», Кэрол Берг, перевод Диди Ханох, издательство «Графф Паблишинг»
- Лучший оригинальный научно-фантастический рассказ: «Идеальная девушка», Гай Хассон, журнал «Чаломот Беаспамия»
- Лучший оригинальный роман: «Мир конца света», издательство Ofir Touche Gafla Keter Publishing

### 2004
- Лучший перевод научно-фантастического романа: «Дитя войны», Карин Ловачи, перевод Инбаль Сагив, Opus Press
- Лучший переведенный фантастический роман: «Дым и зеркала», Нил Гейман, перевод Яэль Ахмон, Opus Press
- Лучший оригинальный научно-фантастический рассказ: «Контрольная точка дракона», Рами Шалхевет, журнал «Десятое измерение»

### 2003
- Лучший переведенный научно-фантастический роман: «Солярис» Станислава Лема, переводчик Аарон Гауптман, издательство «Кетер»
- Лучший переведенный фантастический роман: «Американские боги», Нил Гейман, переводчик Рехавия Берман, Opus Press
- Лучший оригинальный рассказ в жанре фантастики и фантастики: All-of-Me ™, Гай Хассон, журнал Халомот Beaspamia
- Лучший оригинальный научно-фантастический роман: «Иногда бывает по-другому», Веред Тохтерман, Opus Press

### 2002
- Лучший переведенный научно-фантастический роман: «451 градус по Фаренгейту» Рэя Брэдбери, переводчик Ноа Манхейм, издательство «Одиссея»
- Лучший переведенный фантастический роман: «Буря мечей», Джордж Р. Р. Мартин, переводчик Давид Ханох, Opus Press
- Лучший оригинальный научно-фантастический рассказ: «Мы с бабушкой ходим по магазинам», Хамуталь Левин Бли Паника

### 2001
- Лучший переведенный научно-фантастический роман: «Тень Эндера», Орсон Скотт Кард, переводчик Рехавия Берман, Opus Press
- Лучший переведенный фантастический роман: «Врата Анубиса», Тим Пауэр, переводчик Веред Тохтерман, Opus Press

### 2000
- Лучший перевод научно-фантастического романа: «Дюна»: Дом Атрейдес, Брайан Герберт, Кевин Дж. Андерсон, переводчик Дорит Ландес, издательство Am Oved
- Лучший переведенный фантастический роман: «Звездная пыль», Нил Гейман, переводчик Орнит Шахар, Opus Press

### 1999
- Лучший переведенный научно-фантастический роман: «Дозор прошлого», Орсон Скотт Кард, переводчик Рехавия Берман, Opus Press
- Лучший переведенный фантастический роман: «Мечи и дьявольщина», Фриц Лейбер, перевод Адвы Зельцер, Opus Press